# PGC 1671588
LEDA/PGC 1671588 ist eine Galaxie im Sternbild Herkules am Nordsternhimmel. Sie ist schätzungsweise 381 Millionen Lichtjahre von der Milchstraße entfernt und hat einen Durchmesser von etwa 65.000 Lichtjahren. Vom Sonnensystem aus entfernt sich das Objekt mit einer errechneten Radialgeschwindigkeit von näherungsweise 8.400 Kilometern pro Sekunde.
Im selben Himmelsareal befinden sich unter anderem die Galaxien PGC 61979, PGC 1671933, PGC 2810412, PGC 2810854.